# Харитонов Євген Вікторович
Євген Вікторович Харитонов (Євген В. Харитоновъ; EugeneKha; англ. Evgenij V. Kharitonov; нар. 9 грудня 1969, Желєзнодорожний) — російський поет, історик літератури і кіно, перекладач болгарської поезії і фантастики, критик, музикант.

## Біографія
Народився в місті Желєзнодорожний Московської області. Після служби в лавах Радянської армії закінчив філологічний факультет та аспірантуру МПДУ (кол. МДПІ ім. Леніна).
Друкуватися почав ще в шкільні роки. Перша публікація — фантастичне оповідання «Сонячні люди» (1984). У 1984—1987 рр. був диск-жокеєм і танцюристом в одному з перших у Москві диско-театрів «Колумб» (м. Желєзнодорожний). У 1980-1990-х грав і співав у рок-групах «Мы», «Русские сказители», «Храм снов» та ін. У різні роки працював журналістом у газетах, вчителем-словесником у школі, редактором у видавництві, 12 років очолював відділ критики і публіцистики журналу фантастики «Если», був співредатором журналу «Знание — сила: Фантастика» (додатку до науково-популярного журналу «Знание - сила»). З 2014 року — керівник літературних проектів РДБМ, шеф-редактор інтернет-газети про молодь і для молоді «Територія L». У 2006—2008 рр. видавав альманах ортодоксально-маргінального мистецтва «Barkovs Magazine». З 2007 р. — видавець і редактор альманаху літературного і мистецького авангарду «Другое полушарие».
Координатор літературної премії Премія Читача; куратор фестивалю літературного і мистецького авангарду «Лапа Азора», музичних фестивалів «Наші в космосі», «Музика для снів», «Green Travel Fest». Власник лейблу електронної музики «45 Echoes Sounds».Член редколегій літературних журналів «Діти Ра» (Москва), «Футурум АРТ» (Москва), «Ваяния» (Софія, Болгарія), «Окно» (Дублін, Ірландія), альманаху «Словесность». Член Спілки літераторів РФ (1997); Спілки письменників Росії (2001), Спілки журналістів Росії (2003), Російського ПЕН-клубу (2007), Інтернаціонального Союзу письменників (2015), Міжнародної Академії Зауму, Вищої творчої ради Спілки письменників XXI століття.
Живе в Москві.

## Творчість
Друкується з 1984 р. Опублікувавши кілька оповідань у періодичній пресі (журнали «Техника-молодежи», «Смена») і в антологіях («Наші в космосі»), вже до 1991 року вектор творчих інтересів змістився від прози до літературної і кінокритики та поезії. Автор понад 500 публікацій в Росії і за кордоном, присвячених різним аспектам наукової фантастики в літературі і мистецтві: від історико-літературних нарисів і біографій до статей з актуальних питань жанрової літератури, кіно та коміксу, бібліографічних покажчиків, статей і рецензій про сучасну поезію, нарисів з історії рок-музики. Область інтересів як критика: історія російської літератури, забуті імена російської літератури, болгарська фантастична словесність, жанровий кінематограф, бібліографія, сучасна поезія, літературний і мистецький авангард.
У 2004 році за книгу-енциклопедію «Болгарія фантастична» (Софія: Аргус, 2013. ISBN 954-570-114-5) став єдиним іноземним лауреатом болгарської премії в галузі фантастики «Гравітон» з формулюванням «За внесок у болгарську фантастику».
Літературно-критичні статті і нариси друкувалися в журналах і тижневиках «Если», «Библиография», «Детская литература», «Фантакрим-МЕГА», «Иностранная литература», «Дети Ра», «Футурум АРТ», «Ваяния» (Болгарія), «Тера Фантастика» (Болгарія), «Уральский следопыт», «Российский колокол», «Science Fiction Studies» (США), «Альтаир», «Четвертое измерение», «Сверхновая американская фантастика», «Знание – сила», «Книжное обозрение», «НГ Ex Libris» та ін; у збірниках «Фантастика-2002» (М: АСТ, 2002), «Фантастика-2003» (М: АСТ, 2003), «Російський Сфінкс» (М., 2004), «Shayol Jahrbuch zur Science Fiction 2004» (Німеччина), «Світи „Якщо“» (М., 2005) та ін.
Автор біографічних статей в «Енциклопедії фантастики: Хто є хто» (За ред. Вл. Гакова; Мінськ, 1995), у довіднику «Російська фантастика XX століття в іменах і осіб» (М.: Мегатрон, 1998), біографічному словнику С. В. Чуприніна «Нова Росія: Світ літератури» (М., 2003).
Упорядник і коментатор першого Повного зібрання творів класика радянської наукової фантастики Олександра Романовича Бєляєва (видавництво «Ексмо», 2009—2010).

Перші поетичні публікації відбулися наприкінці 1980-х рр. у самвидаві. Перша друкована поетична книга — «Непроза» (2002). У поезії рясно використовує прийоми фонетичної, звукової і візуальної поезії, літературної комбінаторики (паліндром, анаграма і т. д.). Автор кількох поетичних книг і альбомів візуальної поезії. Вірші перекладені на болгарську, сербську, англійську, японську і французьку мови, публікувалися в журналах «Дети Ра», «Новый мир», «Футурум АРТ», «Иностранная литература», «Черновик», «Дружба народов» та ін., включені в російські і зарубіжні антології «Orizont Testamentar: Miniatura Poetica Rusa» (Румунія, 2006), «Верлибр нового тысячелетия» (Твер, 2007), «Болгария в русской поэзии» (Москва, 2008), «Небесная механика» (Рига, 2008), «arTronic Sound Anthology 1» (2009), ‘1 Minute Autohypnosis…’ (Іспанія, 2012), «Жанры и строфы современной русской поэзии: В 3 т. Е. В. Степанов» (Москва, 2013), «Свобода ограничения» (М., 2014), «НАШКРЫМ» (NY, 2014), «Антология ПО. Том 2» (Москва, 2015), «Крымские страницы русской поэзии» (СПб, 2015), «Raza de acțiune: Poeti Rusi Contemporani & Poeti Israelieni Contemporani» (Editura SAGA — Ізраїль, 2017) та ін.
«Харитонов риє яму ямбу, намагається піти від традиції, органічно вливаючись в традицію авангарду. Але і від неї, від спіральних цеглинок Кручених і Бурлюка, він теж іде. Куди? В наш вік. Зі всією його жорстокістю і прозою, з політикою, яка поспішає сама подбати про тебе, якщо ти будеш продовжувати її безтурботно ігнорувати: „Схід-справа тонка / Схід справа гучна / Схід-справа димна / Схід-справа вибухова…“ . Цей поет дивиться на світ з відчаєм і наївністю дитини. Але одночасно примудряється задіяти і „жало мудрыя змеи“ („…коли-небудь // старість втому відріже // мій їдкий сміхотливий // зміїний язик“ — так інтерпретує тему сам Харитонов). На формальному рівні він весь час шукає якісь нові грані поетичної мови. Його ego, його сокровенне, його „най-най“ перетинається, інтерферує з побутом і буттям, вбудовується в культурну парадигму, неминуче змінюючи її. На рівні змістовному у цього поета виходять дуже пронизливі, людяні, і — так, так, не побоюся цього слова — дуже гуманістичні вірші, незважаючи на всю їх йоршистість і фронду.» (Тетяна Логачова. Журн. «Дети Ра» 2008. № 7).

«Очевидно, що в основі однорядкового „зауму“ Євгена Ст. Харитонова лежать фольклорні зразки російських народних приспівів. Ми бачимо елементи одивнення поетичної мови, її ускладненість. В основі однорядкових віршів Євгена Ст. Харитонова — не тільки приспіви, але і скоромовки, які ущільнюють віршову конструкцію, роблять її максимально концентрованою і несхожою на структуру прози.» (Євген Степанов. Современный русский моностих и однострочная поэзия).

«Метод Харитонова можна назвати помірним поставангардом; схильність до деформації віршованого полотна не заважає поетові існувати в традиційному ліричному модусі… Серед джерел Харитонова — і ранній Маяковський, і Ксенія Некрасова, і класики вітчизняного верлібру — Володимир Бурич, Арво Метс, В'ячеслав Купріянов, — але і фольклор, і повсякденна мова.» (Данило Давидов. Книжковий огляд. 2007. № 6).

## Інше
Паралельно з літературною роботою активно виступає на музичній сцені як композитор-електронник (проекти EugeneKha, Yoko Absorbing, Nameless Dancers, Microbit project, Spacebirds та ін.).

## Нагороди та премії
- 1995 — премія журналу "Библиография" за серію статей з історії російської літератури;
- 1997 — премія «Інтерпрескон[ru]» (СПб) за есе «В мирах Бездны Голодных Глаз»;
- 1997 — премія «Фанкон» (Одеса) як кращий критик в галузі фантастики останніх двох років;
- 1998 — диплом журналу «Если» за активну співпрацю;
- 1998 — «Мраморный Фавн» (разом з Вл. Гаковим і В. Гопманом) — за цикл статей з історії європейської фантастики в журналі «Если»;
- 1999 — Меморіальна премія імені Віталія Бугрова[ru] (Єкатеринбург) за внесок до фантастикознавства;
- 2001 — «Сигма-Ф» за підсумками читацького голосування за статтю «Біг по колу»;
- 2001 — премія «Интерпресскон» за оповідання в надмалій формі «Чорна сотня тисяч» — у співавторстві з Євгеном Лукіним (під спільним псевдонімом Євген Лукін-Харитонов);
- 2002 — «Сигма-Ф» за підсумками читацького голосування за серію нарисів «Російське поле утопій»;
- 2002 — «Срібний кадукей» (Харків) в номінації «Критика, публіцистика, літературознавство» — за книгу «Наука про фантастичне»;
- 2003 — «Булгакон» (Болгарія) — «За встановлення зоряного мосту між російською і болгарською фантастикою»;
- 2004 — «Гравітон» (Болгарія) — за книгу «Болгарія фантастична» і внесок у болгарську культуру;
- 2004 — «Бронзовый Роскон» — за книгу «На екрані — чудо»;
- 2006 — Премія журналу «Дети Ра» — за переклади болгарських поетів;
- 2006 — «Словесность» (Премія Союзу літераторів РФ) — за книгу віршів «Позакласне читання»;
- 2009 — Міжнародна відмітка імені батька російського футуризму Давида Бурлюка[ru] (премія Міжнародної Академії Зауму);
- 2013 — медаль "Н.В. Гоголь" (За розвиток загальнослов'янських культурних традицій і внесок в розвиток сучасної російської літератури);
- 2014 — Премія "Хлёсткий критик";
- 2016 — Премія імені Олександра Ройфе — за книгу "Фантастичний друкований самвидав. 1966—2006 ";
- 2017 —  Срібло Євразійського літературного фестивалю фестивалів «ЛіФФт»[ru] (2017)[1].